# Schinus johnstonii
Schinus johnstonii är en sumakväxtart som beskrevs av Fred Alexander Barkley. Schinus johnstonii ingår i släktet Schinus och familjen sumakväxter. Inga underarter finns listade i Catalogue of Life.